# Середнє Дуже
Середнє Дуже (пол. Średnie Duże) — село в Польщі, у гміні Неліш Замойського повіту Люблінського воєводства.
Населення — 291 особа (2011).
У 1975-1998 роках село належало до Замойського воєводства.

## Демографія
Демографічна структура станом на 31 березня 2011 року:
|          | Загалом | Допрацездатний вік | Працездатний вік | Постпрацездатний вік |
| -------- | ------- | ------------------ | ---------------- | -------------------- |
| Чоловіки | 149     | 28                 | 90               | 31                   |
| Жінки    | 142     | 24                 | 66               | 52                   |
| Разом    | 291     | 52                 | 156              | 83                   |